# Sphaerophoria pictipes
Sphaerophoria pictipes is een vliegensoort uit de familie van de zweefvliegen (Syrphidae). De wetenschappelijke naam van de soort is voor het eerst geldig gepubliceerd in 1863 door Carl Henrik Boheman.